# Evangelische Kirche (Weichersbach)

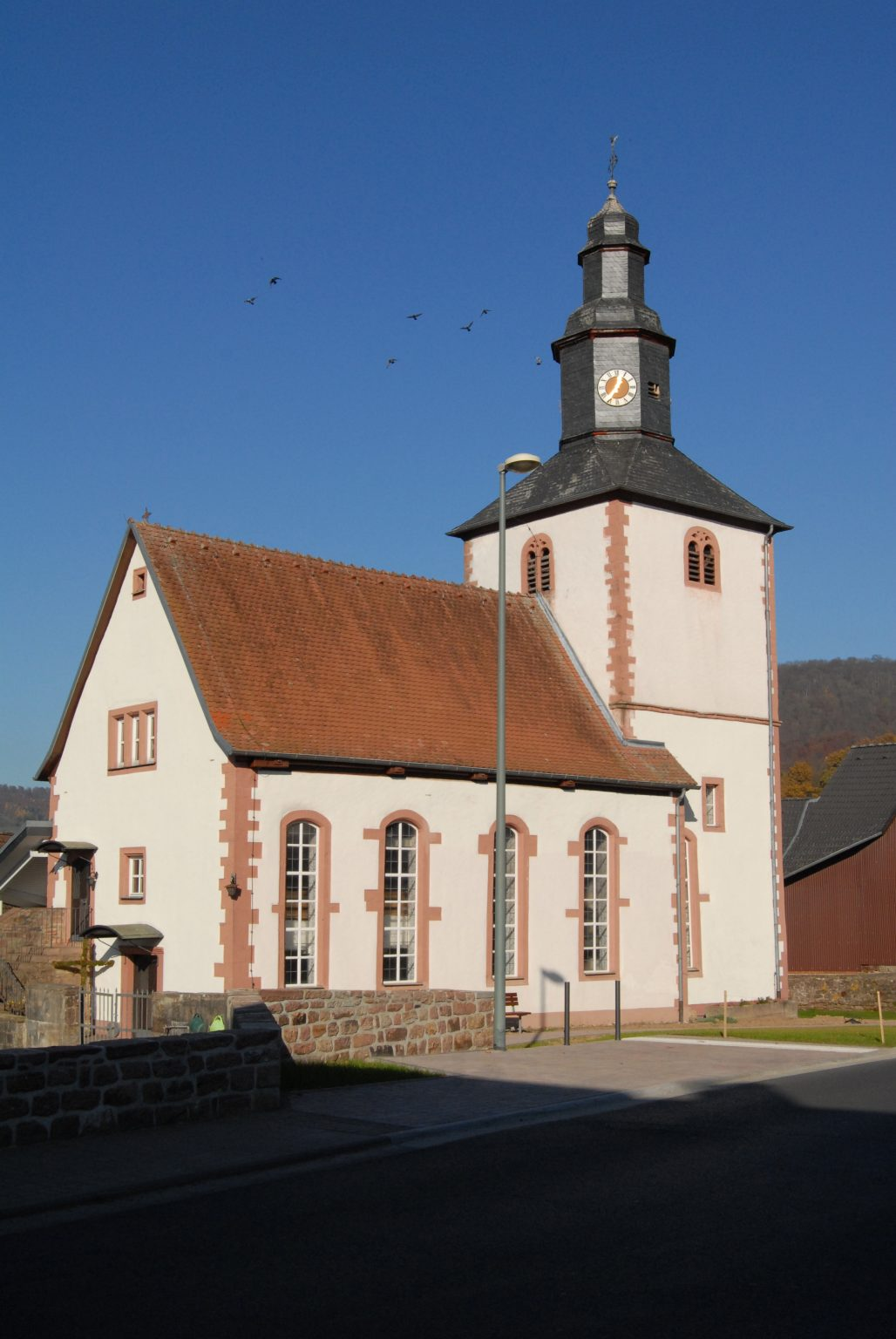
Außenansicht der Kirche (2024)

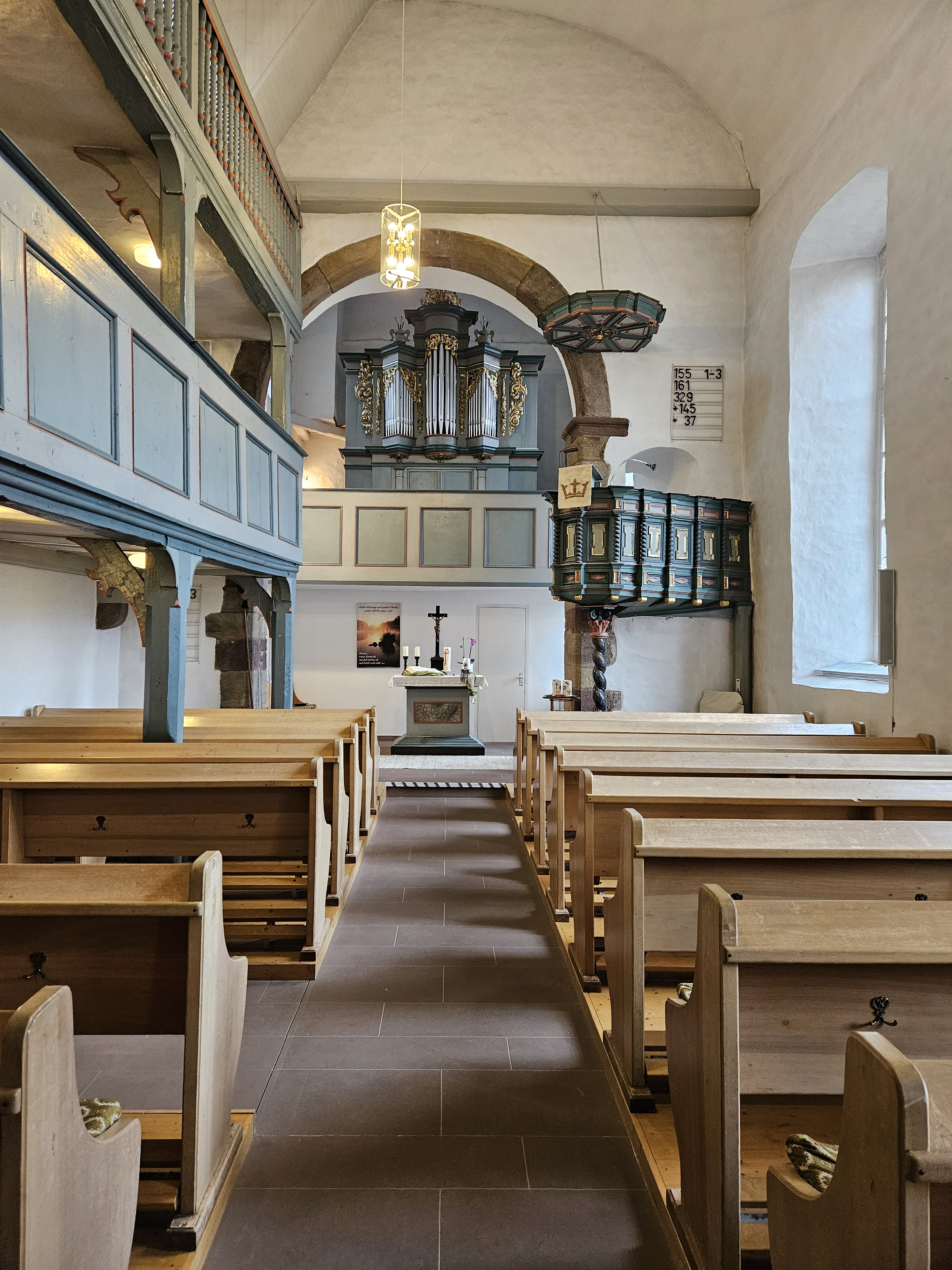
Innenansicht mit Blick zu Orgel und Altar (2024)

Die Evangelische Kirche Weichersbach ist ein ortsbildprägendes Kirchengebäude in Weichersbach, einem Ortsteil der Gemeinde Sinntal im Main-Kinzig-Kreis (Hessen). Die Kirchengemeinde Mottgers-Weichersbach-Schwarzenfels gehört zum Kirchenkreis Kinzigtal im Sprengel Hanau-Hersfeld der Evangelischen Kirche von Kurhessen-Waldeck.

## Geschichte
Die genaue Bauzeit der ersten Kirche in Weichersbach ist nicht bekannt. Der Chorturm gilt als ältester Teil, wobei die ursprünglichen unteren Fenster auf das 15. Jahrhundert als Bauzeit hindeuten. Der Triumphbogen als Verbindung zum Kirchenschiff zeigt sogar romanische Züge.
Die Einführung des lutherischen Bekenntnisses geschah 1543 mit Zustimmung der Landesherren in Hanau. 1595 führte Graf Philipp Ludwig II von Hanau-Münzenberg den reformierten Glauben ein.
Trotz Widerständen bildete sich Anfang des 18. Jahrhunderts in der calvinistisch reformierten Pfarrei Mottgers wieder eine lutherische Gemeinde. 1704 erhielten sie vom Landgrafen die Erlaubnis, in einem Haus in Mottgers Gottesdienst zu halten. Im Zuge der Hanauer Union 1818 wurden die Gemeinden vereinigt.
Der Dreißigjährige Krieg hinterließ auch an der Weichersbacher Kirche seine Spuren. 1668 war die Kirche so baufällig, dass darin ohne Lebensgefahr nicht gepredigt werden konnte. Bereits 1602 soll sie allerdings schon baufällig gewesen sein, wie aus einem Visitationsprotokoll hervorgeht. Erst um 1694 konnte mit dem Wiederaufbau begonnen werden. Pfarrer Johannes Kuhn (1683 bis 1701) hatte auf einer Kollektenreise nach Hanau und Frankfurt Spenden für die Baukosten zusammengetragen. Die Herrschaft steuerte Baumaterial, Geld, Korn und andere Früchte bei.
Über den Abschluss der Renovierung meldete der Pfarrer: „Auf Befehl des Hochfürstlichen Consistorii zu Cassel habe ich den 24. Oktobris Anno 1697 die neuerbaute Kirche zu Weichersbach eingeweihet. Johannes Kühn ordentlicher Prediger daselbst.“ Über dem linken Fenster steht die Jahreszahl 1694, auf dem Sockelstein der Säule unter der Kanzel die Jahreszahl 1697.
Weitere Renovierungsarbeiten fanden 1777 statt, wovon die Jahreszahl am hinteren Stützbalken der Kanzel und die Inschrift „REPARAT 1777“ neben der oberen Eingangstüre zeugen. Im Sommer 1897 wurde auf Wunsch des Kirchenvorstandes die Haupteingangstüre von der östlichen Längsseite nach der südlichen Giebelseite verlegt. Weitere Umbauten betrafen die Emporen, den Turm, das Kirchendach und die Innenausstattung.
Eine gründliche Renovierung erfolgte 1964, bei der die maurischen Arkadenbögen im Altarraum wieder beseitigt wurden. 1979/80 wurde der Kirchenvorplatz neu gepflastert und die Außentreppe erneuert. 1981 wurden Kirchturm und Kirchendach neu gedeckt. Im Winter 1996/97, vor dem 300-jährigen Jubiläum, erhielt das Kirchenschiff eine neue Fußbankrohr-Heizung, einen neuen Holzfußboden und Sandsteinplatten im Mittelgang und Altarraum. 2004 wurde die Kirche um einen Anbau mit Gemeinschaftsraum erweitert.

## Ausstattung

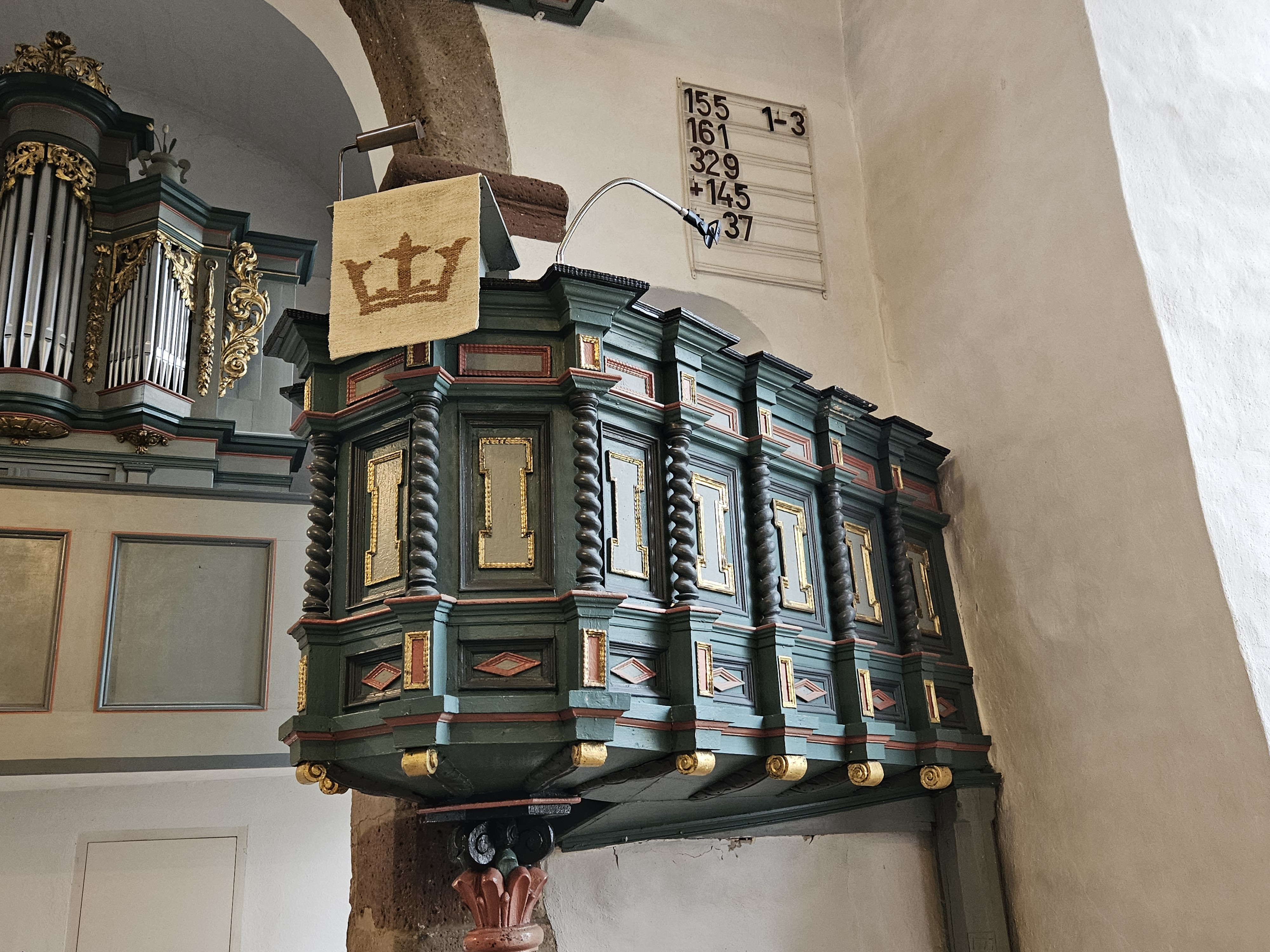
Kanzel (2024)

Die Kanzel stammt aus dem Jahr 1697. Anfang des 20. Jahrhunderts wurden zur Abgrenzung zwischen Altar und Sakristei maurische Arkadenbögen angebracht, die bei der Renovierung 1964 wieder entfernt wurden. Bei dieser Renovierung wurden auch neue Kirchenbänke eingebaut.

## Orgel

### Schleich Orgel

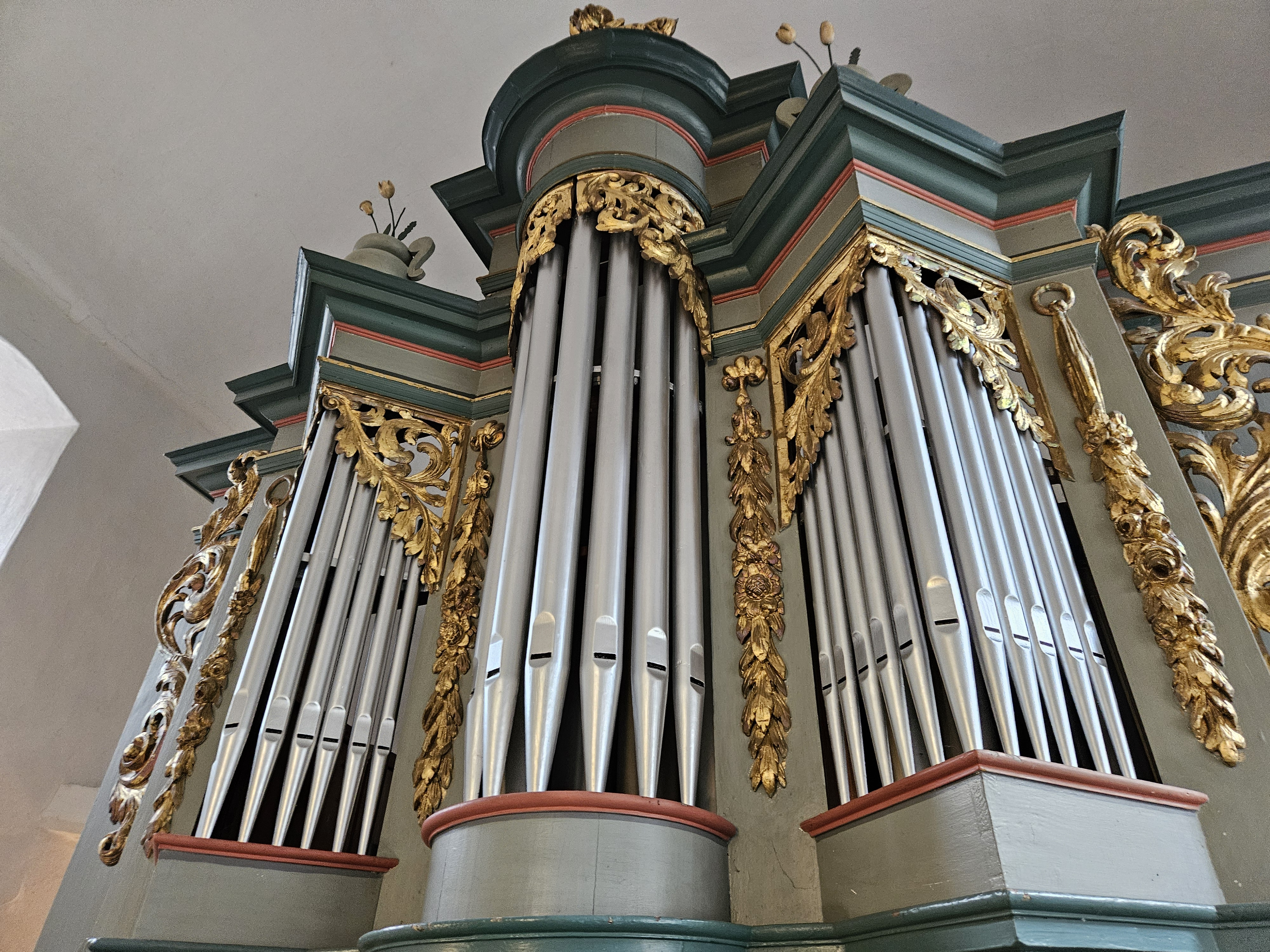
Orgelprospekt (2024)

Die erste Orgel wurde im Jahr 1735 von Johann Peter Schleich aus Lohr am Main für 275 Gulden erbaut. Sie umfasste ursprünglich 10 Register und war mit einem barocken Prospekt ausgestattet, welcher heute noch erhalten ist. Der Standort der Orgel war die Altarempore. Das Gehäuse bestand aus einem Mittelturm und zwei niedrigen Spitztürmen. Die mechanische Traktur war mit Schleifladen versehen, der Spieltisch war mittig positioniert. Ein Vertrag vom Bau dokumentiert die damalige Disposition:
| I Hauptwerk CD–c3 |       |
| Gedackt           | 8′    |
| Gamba             | 8′    |
| Prinzipal         | 4′    |
| Gedacktflöte      | 4′    |
| Quinte            | 2 ⁄3′ |
| Oktave            | 2′    |
| Waldflöte         | 2′    |
| Mixtur III        | 1′    |

| Pedal CD–a |     |
| Subbaß     | 16′ |
| Oktavbaß   | 8′  |

- Koppel: I/P

1767 führte Johann Nikolaus Göbel aus Lohr Reparaturen an der Orgel durch, die auch Balgreparaturen beinhalteten. Mehrere Reparaturen durch Göbel sowie andere Orgelbauer folgten bis ins 19. Jahrhundert. Im Jahr 1860 wurde die Orgel grundlegend umgebaut, dabei „romantisiert“ und erhielt im Pedal eine 16-füßige Stimme.
Im Jahr 1917 mussten die metallenen Prospektpfeifen zu Kriegszwecken abgegeben werden. Die verbliebenen Pfeifen wurden durch Holzattrappen ersetzt, die bis heute im Prospekt erhalten sind.

### Schmidt-Orgel

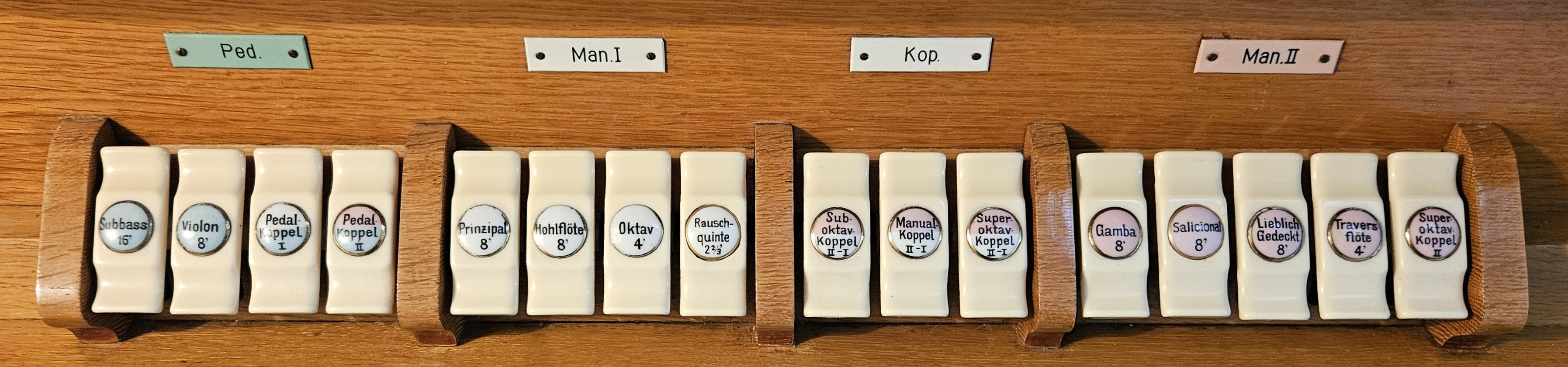
Register (2024)

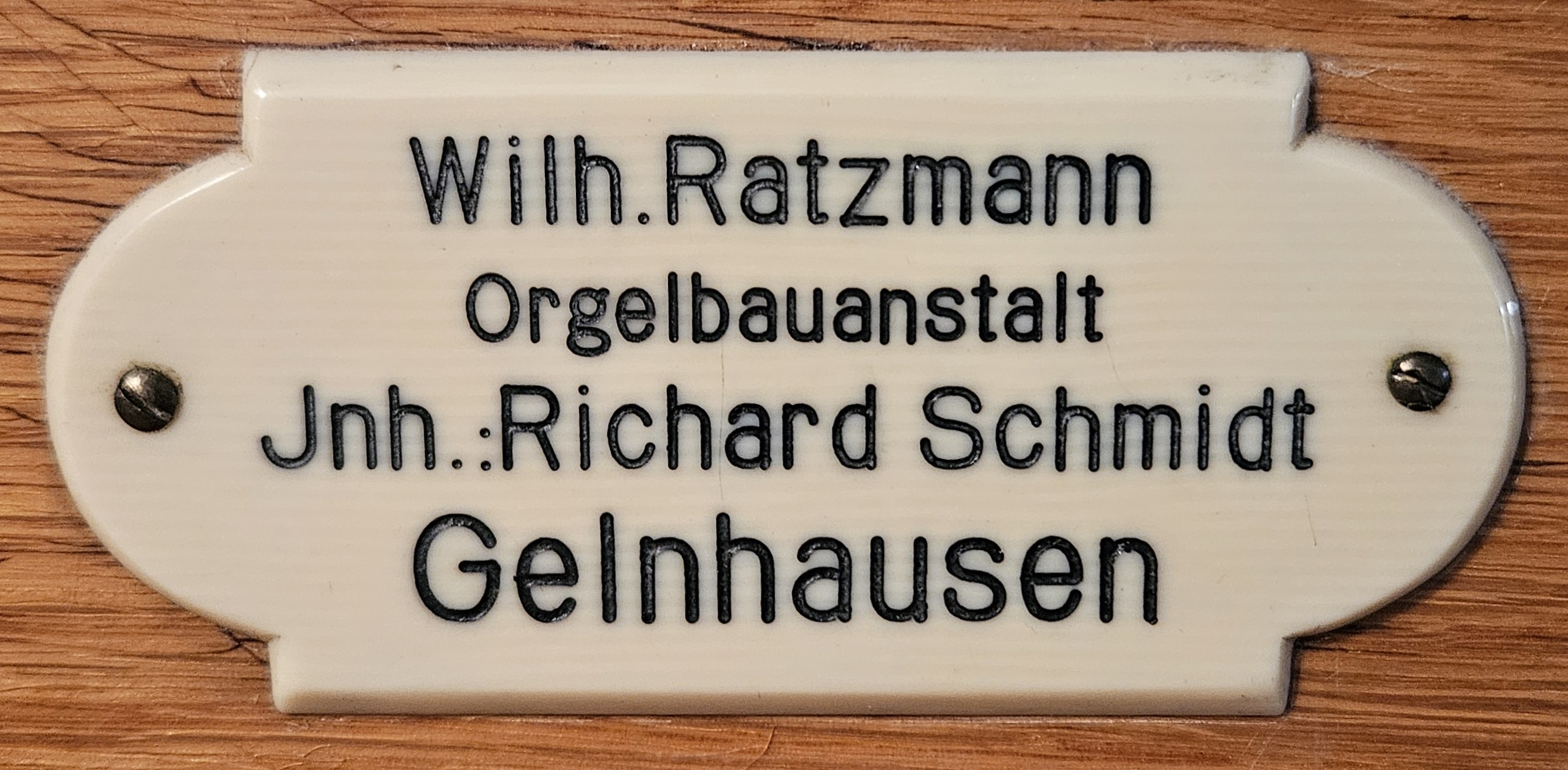
Firmenschild (2024)

1932 baute Richard Schmidt von der Firma Ratzmann eine neue Orgel in das historische Gehäuse von 1735 ein. Die neue Disposition umfasste 10 Register, verteilt auf zwei Manuale und Pedal, mit pneumatischer Traktur und Kegelladen. Der Spieltisch wurde seitlich platziert. 1950 führte Schmidt eine Modernisierung durch, bei der die ursprüngliche Mixtur durch eine Oktave 2′, und Vox celestis 8' wurde durch eine Quinte 1 1/3' aus der ursprünglichen Mixtur ersetzt.
Im Jahr 2010 wurde die Orgel durch die Firma Orgelbau Hoffmann restauriert. Dabei wurde die Disposition teilweise in den Zustand von 1932 zurückversetzt, jedoch unter Berücksichtigung der ursprünglichen Klanggestaltung.
| I Hauptwerk C–c3 |       |
| Prinzipal        | 8′    |
| Hohlflöte        | 8′    |
| Oktav            | 4′    |
| Rauschquinte     | 2 ⁄3′ |

| II Werk C–c3     |    |
| Lieblich Gedackt | 8′ |
| Gamba            | 8′ |
| Salicional       | 8′ |
| Traversflöte     | 4′ |

| Pedal C–a |     |
| Subbass   | 16′ |
| Violon    | 8′  |

- Koppeln: I/II, I/P, II/P; Suboktavkoppel II/I; Superoktavkoppel II/I, II
- Spielhilfen: Zwei Feste Kombinationen (p, Tutti); Rollschweller

## Kirchturmuhr
Die alte Kirchturmuhr wurde Anfang des 17. Jahrhunderts von Meister Bernstein aus Mottgers mit einem Stundenschlagwerk und ohne Zeiger erbaut. Sie wurde im Laufe der Zeit mehrfach umgebaut und repariert.
Im April 1984 wurde eine neue, durch Funk gesteuerte Kirchturmuhr angeschafft. Das Uhrwerk bedient vier Zifferblätter an der unteren Turmlaterne und schlägt zu jeder vollen und halben Stunde.

## Kirchengemeinde
Seit dem 1. Januar 2006 bildet Weichersbach zusammen mit Mottgers und Schwarzenfels eine gemeinsame Kirchengemeinde. In der Kirche Weichersbach werden regelmäßig Gottesdienste gefeiert. Die Gemeinde befindet sich in einem Kooperationsraum mit der Christusgemeinde in Sinntal und Marjoß (Oberzell, Züntersbach, Altengronau, Neuengronau, Marjoß, Jossa, Sterbfritz und Breunings) sowie Oberkalbach, Heubach und Uttrichshausen.